# Gare de Sous-le-Bois
La gare de Sous-le-Bois est une gare ferroviaire française de la ligne de Creil à Jeumont, située dans le quartier de Sous-le-Bois sur le territoire de la commune de Maubeuge, dans le département du Nord en région Hauts-de-France. 
Elle est mise en service en 1885 par la Compagnie des chemins de fer du Nord. C'est une gare de la Société nationale des chemins de fer français (SNCF), desservie par des trains TER Hauts-de-France.

## Situation ferroviaire
Établie à 133 mètres d'altitude, la gare de Sous-le-Bois est située au point kilométrique (PK) 226,281 de la ligne de Creil à Jeumont, entre les gares d'Hautmont et de Louvroil.

## Histoire

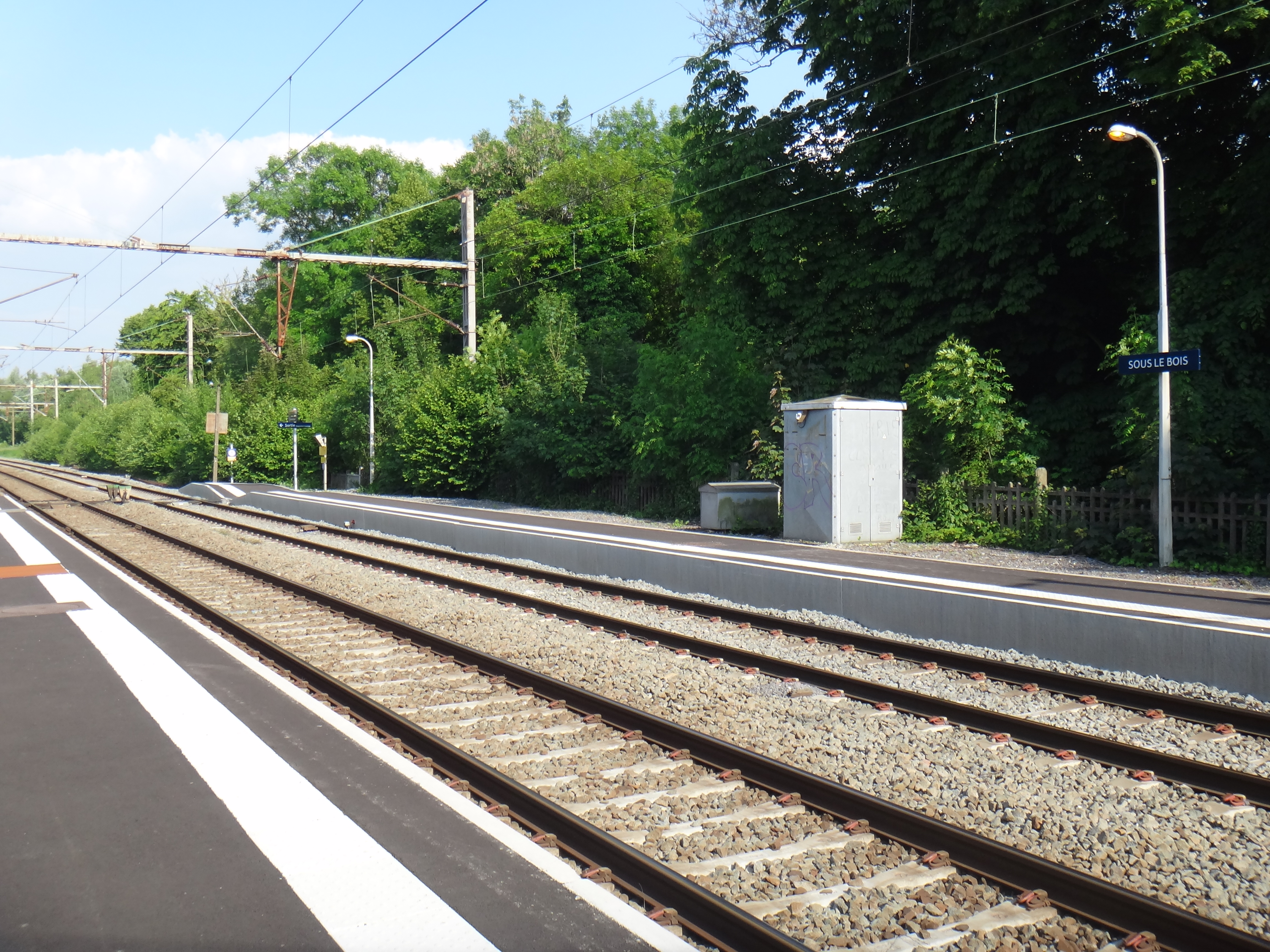
Quais de la gare.

En avril 1882, le Conseil général du Nord émet un vœu pour l'établissement d'une station pour desservir l'agglomération de Sous-le-Bois (Maubeuge). Il suit la proposition du conseiller H. Sculfort qui a argumenté sur les 6 000 habitants de cette zone urbaine de la commune de Maubeuge et le fait qu'il est exécuté en ce moment des travaux de viabilisation d'un chemin pouvant servir d'accès à la future station. Un an plus tard, en avril 1883, le Conseil est avisé que la Compagnie des chemins de fer du Nord a répondu que cette station ne lui semblait pas une priorité du fait qu'elle n'intéresserait qu'un nombre limité d'usines, mais qu'elle serait prête à accepter l'établissement d'une halte si on lui offrait le terrain et une importante subvention. La Compagnie chiffre la dépense, hors l'achat du terrain, à un minimum de 35 000 francs. Le Conseil renouvèle sa demande en avril 1884, les travaux pour son établissement débutent cette même année. En août 1885 il est indiqué au Conseil que les travaux sont en cours et qu'une ouverture est prévue le 1er juillet.

## Service des voyageurs

### Accueil
Halte SNCF, c'est un point d'arrêt non géré (PANG) à entrée libre.

### Desserte
Sous-le-Bois est desservie par des trains TER Hauts-de-France qui effectuent des missions entre les gares d'Aulnoye-Aymeries et de Maubeuge, ou de Jeumont.

### Intermodalité
Un parking pour les véhicules y est aménagé. La gare est desservie par les lignes B et 64 du réseau Stibus.

## Patrimoine ferroviaire
Le bâtiment voyageurs, démoli à la fin du XXe siècle, avait la particularité de s'insérer dans le triangle formé par la ligne de Creil à Jeumont et la courbe de raccordement donnant accès aux lignes vers Feignies et Valenciennes.
Il s'agit bâtiment quasi perpendiculaire aux voies, bâti sur le modèle des bâtiments de halte des Chemins de fer du Nord mais possédant sept travées, contre trois ou quatre pour les haltes ordinaires,. Ce long bâtiment à étage était doté de linteaux en poutrelles métalliques. La façade a par la suite été enduite et dotée d'épais encadrements de baies.
La gare des Fontinettes (près de Calais) possédait autrefois un bâtiment du même style, disposé perpendiculairement entre les voies comme à Sous-le-Bois.